# Rene Russo
Rene Marie Russo (* 17. února 1954 Burbank, Kalifornie, USA) je americká herečka a bývalá modelka. Známou se stala pro své role ve filmech Smrtonosná zbraň 3 (1992) a Smrtonosná zbraň 4 (1998), S nasazením života (1993), Smrtící epidemie (1995), Výkupné (1996), Aféra Thomase Crowna (1999), Slídil (2014), Stážista (2015) či ztvárněním Friggy, matku boha hromu Thora a manželky Odina ve filmech Thor (2011), Thor: Temný svět (2013) a Avengers: Endgame (2019).

## Herecká kariéra

### Začátek kariéry a vrchol slávy
Než se stala úspěšnou herečkou, v 70. a 80. letech začala svoji kariéru jako modelka. Její fotky se objevovaly na předních stránkách významných módních časopisů, jako například Vogue či Cosmopolitan. Na konci 80. let, když se její modelingová kariéra začala chýlit ke konci, se rozhodla stát se herečkou. Svou první hereckou příležitost dostala ve sportovní komedií První liga (1989), kde se objevila ve vedlejší roli po boku Toma Berengera či Charlieho Sheena. Průlom v její herecké kariéře nastal až o 3 roky později, když si Russo společně s Melem Gibsonem, Dannym Gloverem a Joem Pescim zahrála jednu z hlavních rolí v třetím díle kultovní akční série Smrtonosná zbraň. Od té doby jí začala přicházet jedna herecká nabídka za druhou. V roce 1993 si zahrála po boku Clinta Eastwooda v akčním thrilleru S nasazením života, pak následoval akční film Smrtící epidemie a krimi komedie Chyťte ho! (1995) s Johnem Travoltou a Genem Hackmanem. V naplno rozjeté kariéře pokračovala i v 2. polovině 90. let a to komedií o golfu Zelený svět (1996) či thrillerem Výkupné, Smrtonosnou zbraní 4 a Aférou Thomase Crowna, kde si zahrála s Piercem Brosnanem.

### V novém tisíciletí
S koncem 90. let přišel také konec jejího vrcholu kariéry, nicméně i nadále hrála v několika známých či kritiky uznávaných filmech. V roce 2002 se Russo objevila po boku Tima Allena v krimi komedií Velký průšvih a v další komedií Showtime s Robertem De Nirem a Eddiem Murphym v hlavních rolích. Nicméně ani jeden z filmů se nesetkal s úspěchem jako u kritiků, tak u diváků. O další 3 roky později natočila další dva filmy a to thriller z prostředí amerického fotbalu Maximální limit (2005) s Alem Pacinem a rodinnou komedií Tvoje, moje a naše (2005), kde se objevila po boku Dennise Quaida. Druhý jmenovaný film si sice komerčně nevedl vůbec špatně, ale oba snímky se dostaly pod tvrdou palbu kritiků i diváků. Po tomto neúspěchu se Russo na 5 let stáhla do ústraní a dala si od herectví pauzu. Na stříbrné plátno se vrátila s úspěchem v roce 2011, kdy ztvárnila Friggu ve filmu Thor. O dva roky později se objevila v pokračováním s názvem Thor: Temný svět. Další úspěšné role na sebe nenechaly dlouho čekat a v roce 2014 si po boku Jakea Gyllenhaala zahrála v kritiky oceňovaném psychologickém thrilleru Slídil. Pak ztvárnila jednu z ústředních rolí v populární komedií Stážista (2015). Objevila se po boku Morgana Freemana a Tommy Lee Jonese v propadáku Villa Capri (2017) a ještě si stihla zahrát v hororu z uměleckého prostředí Velvet Buzzsaw (2019). Krátce se objevila i ve spektáklu Avengers: Endgame.

## Filmografie (výběr)
- První liga (1989)
- Pan osud (1990)
- Smrtonosná zbraň 3 (1992)
- Freejack (1992)
- S nasazením života (1993)
- Smrtící epidemie (1995)
- Chyťte ho! (1995)
- Zelený svět (1996)
- Výkupné (1996)
- Smrtonosná zbraň 4 (1998)
- Aféra Thomase Crowna (1999)
- Velký průšvih (2002)
- Showtime (2002)
- Tvoje, moje a naše (2005)
- Maximální limit (2005)
- Thor (2011)
- Thor: Temný svět (2013)
- Slídil (2014)
- Stážista (2015)
- Velvet Buzzsaw (2019)
- Avengers: Endgame (2019)

## Osobní život
V roce 1992 si Russo vzala amerického režiséra a scenáristu Dana Gilroye, se kterým se seznámila při natáčení filmu Freejack (1992) a spolupracovala s ním na třech dalších filmech: Maximální limit, Slídil a Velvet Buzzsaw. Společně mají jednu dceru, Rose Gilroy (* 1993), která se živí jako modelka.
V roce 2014 odhalila, že již od dětství trpí bipolární poruchou.